# Tymbark
Pour la gmina, voir Tymbark (gmina).
Tymbark est une localité polonaise, siège de la gmina de Tymbark, située dans le powiat de Limanowa en voïvodie de Petite-Pologne.

## Histoire
La ville royale a été fondée par Casimir III le Grand sous la loi de Magdebourg en 1353. Le fondateur était Hanco Dives, fils de Jan Bogacz. Tymbark a perdu ses droits de ville en 1934.
Dans l'église paroissiale du XIXe siècle de Tymbark, se trouve une signature historique "Katarzyna" de 1349, la cloche "Urban" de 1536, des fonts baptismaux en pierre de 1541 et une peinture de Sainte Anna Samotrzec du XVIIe siècle.

## Économie
En 1936, la coopérative de fruits et légumes Podhalańska fut créée à Tymbark, qui est par la suite devenue une entreprise prospère. La coopérative a été nationalisée en 1950 puis reprivatisée en 1995 et opère désormais sous le nom de Tymbark S.A., produisant des conserves de fruits, des boissons et des jus.

## Jumelage
Le village est jumelé avec Whaley Bridge en Angleterre.